# Новоаннинский (городское поселение)
Го́род Новоа́ннинский — муниципальное образование со статусом городского поселения в составе Новоаннинского района Волгоградской области России.
Административный центр — город Новоаннинский.

## История
Городское поселение г. Новоаннинский образовано в соответствии с Законом Волгоградской области № 970-ОД от 21 декабря 2004 года.

## Население
| 2009    | 2010    | 2012    | 2013    | 2014    | 2015    | 2016    |
| ------- | ------- | ------- | ------- | ------- | ------- | ------- |
| 18 047  | ↘17 920 | ↘17 554 | ↘17 285 | ↘17 016 | ↘16 785 | ↘16 662 |
| 2017    | 2018    | 2019    | 2020    | 2021    |         |         |
| ↘16 444 | ↘16 302 | ↘16 120 | ↘15 863 | ↘15 354 |         |         |

## Населённые пункты
В состав городского поселения входят 2 населённых пункта:
| № | Населённый пункт                       | Тип населённого пункта | Население |
| - | -------------------------------------- | ---------------------- | --------- |
| 1 | Новоаннинский                          | город                  | ↘15 351   |
| 2 | учхоза Новоаннинского сельхозтехникума | посёлок                | ↘3        |